# Памятник хлопковому долгоносику
Памятник хлопковому долгоносику (англ. Boll Weevil Monument) — монумент, установленный в городе Энтерпрайзе, штат Алабама (США). Памятник был открыт в 1919 году в центре делового микрорайона города как дань памяти хлопковому жуку-долгоносику Anthonomus grandis.
Единственный в мире монумент, посвящённый сельскохозяйственному вредителю.

## История
Впервые хлопковый долгоносик появился в Алабаме в 1915 году и к 1918 году уничтожил почти весь урожай. Использование ядохимикатов не сильно помогло, и в начале XX века многим хлопководам грозило разорение. Это вынуждало фермеров прислушиваться к советам таких ученых в области сельского хозяйства, как афроамериканский агроном Джордж Вашингтон Карвер из института Таскиги. Он предложил фермерам сменить производство и выращивать вместо хлопка арахис, сладкий картофель и соевые бобы. Это в итоге спасло фермеров от разорения, а арахисовый бизнес сделал многих богачами. Следуя совету Карвера, округ Коффи, в отличие от остальной части штата, восстановил экономику в 1917 году, получив самый большой урожай арахиса в стране.
Одним из первых понял перспективу местный банкир Х. Сессионс (H. M. Sessions), который предложил фермеру Ч. Бастону (C. W. Baston) из Энтерпрайза сменить сельскохозяйственную культуру и перейти на выращивание арахиса и других растений. Фермер, начав выращивать арахис, не только смог расплатиться с долгами, но и получил прибыль. Его успех вдохновил других хлопководов, и они тоже сменили культуру.
По мере того, как в регион Wiregrass (юго-восточные 9 округов Алабамы) приходило больше перерабатывающих предприятий, фермеры получали ещё больше прибыли от своей урожайности. Местную переработку и сбыт освободили от оплаты расходов по доставке их продукции сторонним интересам. К 1932 году Х. Сессионс создал одно из крупнейших в США предприятий по производству арахисового масла в Энтерпрайзе. В 1934 году округ Коффи установил мировой рекорд по производству арахиса. К 1937 году арахисовое масло высокого качества также производилось на месте. В 1938 году ярмарка округа Хьюстон стала национальным фестивалем арахиса, и местные жители начали называть свой город как «Мировую арахисовую столицу». Арахис стал основной культурой этого региона.
Жители города установили памятник хлопковому долгоносику как дань памяти тому, когда что-то катастрофическое может быть катализатором перемен и напоминание о том, как люди города Энтерпрайз выстояли в трудный период своей истории. Монумент (4 метра) был заказан в Италии за 1800 долларов и установлен 11 декабря 1919 года в деловом центре города на пересечении главных улиц Энтерпрайза в присутствии 5000 человек.
Главным «движителем» проекта памятника был местный бизнесмен и член городского совета Роско Оуэн «Бон» Флеминг (Roscoe Owen «Bon» Fleming). В 1919 году Флеминг убедил жителей города Энтерпрайз поставить памятник жуку, надеясь привлечь внимание к триумфу города над бедствиями и привлечь любопытных путешественников. Однако его критиковали, возражения поступали со всей страны, но Флеминг, которого называли «папой» памятника, «отмахнулся от критики». Половина денег на покупку памятника пришла из собственного кармана Флеминга. Он был построен на одном из перекрестков главной улицы города — возможно, не случайно, всего в нескольких футах от универсального магазина Флеминга. Он, чтобы избежать критики, пригласил агронома Карвера выступить в качестве основного докладчика на открытии памятника, но в то время дождь размыл железнодорожные пути, и Карвер так и не добрался до города.
Первоначально жука на памятнике не было и это был лишь фонтан со статуей богини плодородия Цереры. Надпись на цоколе фонтана гласила, какую помощь оказал жук жителям Алабамы (благодарность за полученный опыт процветания). Самого жука установили на руки богини лишь в 1949 году (скульптор Лютер Бейкер). Далее памятник несколько раз ломали и воровали, но в итоге восстанавливали на прежнем месте. Открытие полностью восстановленного монумента 15 декабря 1998 года превратилось в общегородской праздник с запуском воздушных шаров.
Надпись на памятнике:
|          | В знак глубокой признательности Хлопковому долгоносику За указанный путь к благополучию Воздвигнут этот памятник Гражданами города Энтерпрайз, округ Коффи, штат Алабама |  | In profound appreciation Of the boll weevil And what it has done As the herald of prosperity This monument was erected By the citizens of Enterprise, Coffee County, Alabama |  |
| Источник | |  | |  |